# Raffaele Del Ponte

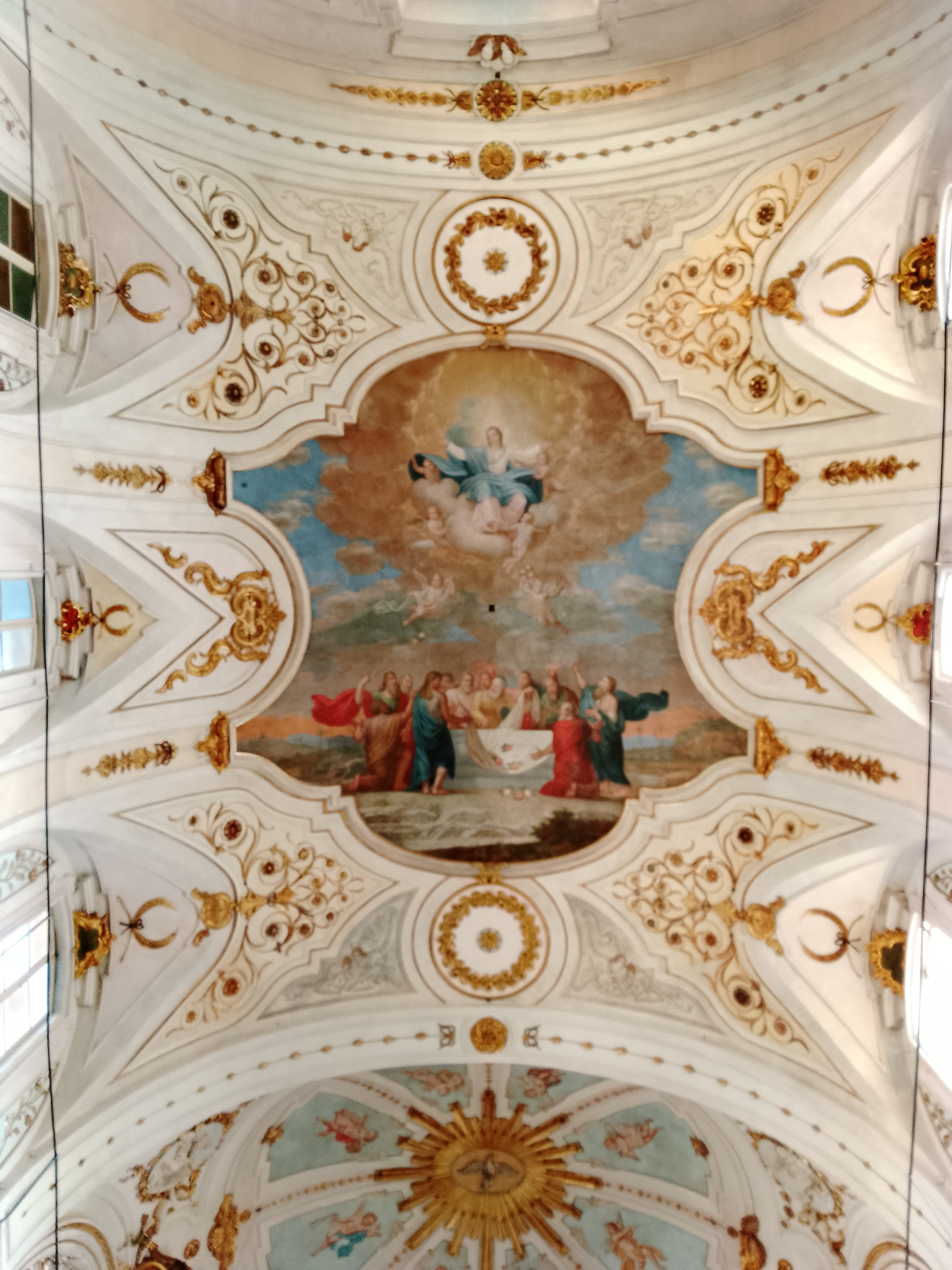
Affresco dell'Assunzione di Maria, presso la volta della chiesa di Santa Chiara, Chieti

Raffaele Del Ponte (Chieti, 7 maggio 1813 – 26 marzo 1872) è stato un pittore, scenografo e illustratore italiano.

## Biografia
Del Ponte studiò disegno e pittura all'Istituto di Belle Arti di Napoli dove fu allievo del grande maestro napoletano Antonio Nicolini, scenografo al Teatro San Carlo di Napoli.
La sua vena artistica si espresse in vari campi: decorò chiese e palazzi; dipinse quadri d'altare e nature morte; realizzò scenografie e bozzetti scenografici; incise illustrazioni per libri e riviste. A Chieti all'estero le scenografia al Teatro San Ferdinando per le opere di Francesco Vicoli e Giuseppe Persiani, realizzò una tela per la chiesa della Santissima Trinità, affrescò la volta della chiesa di Santa Chiara, con l'immagine dell'Assunzione di Maria. 

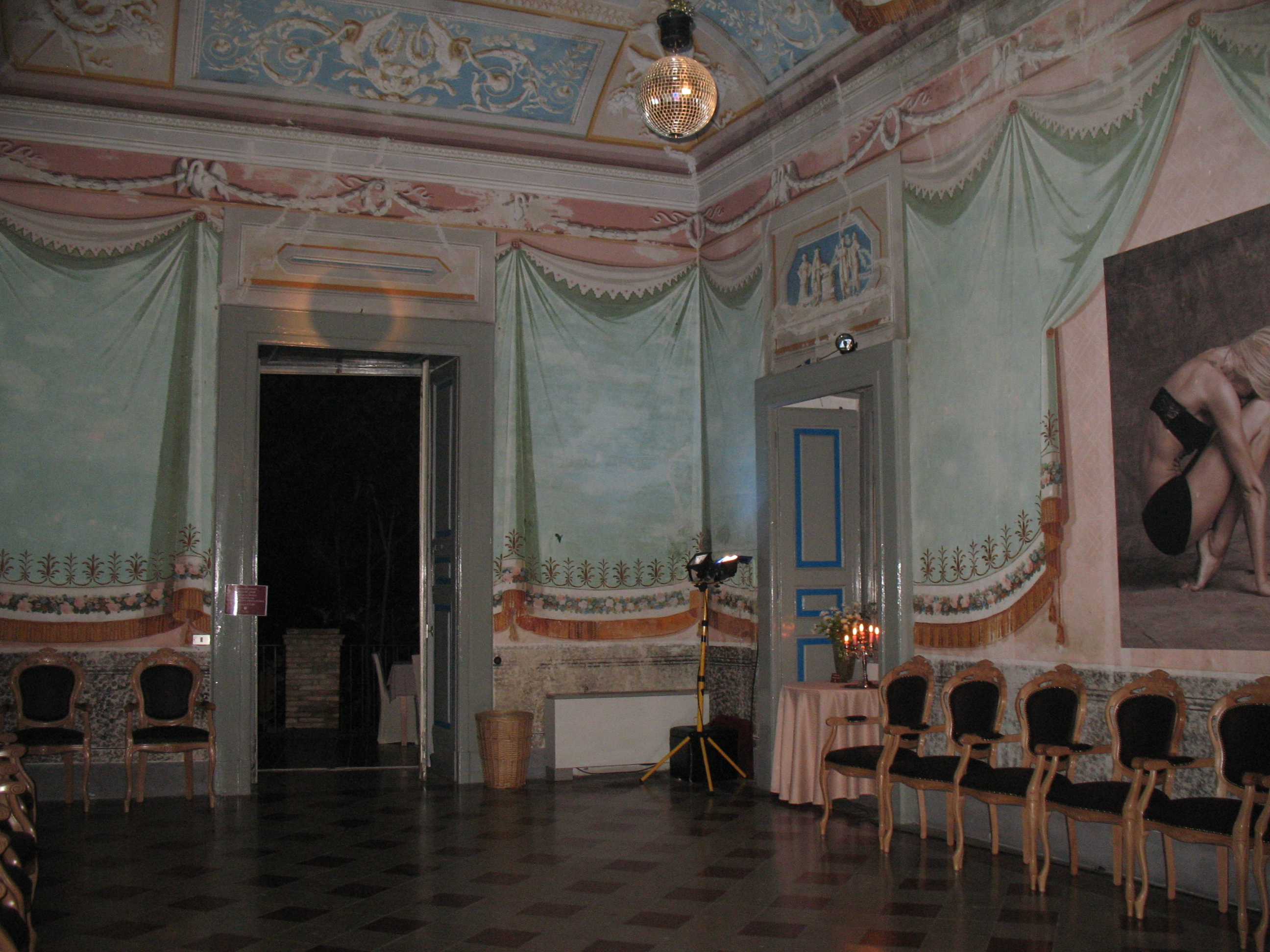
Dipinti di Del Ponte nel salone di Palazzo Lepri-Monaco La Valletta, Chieti

Dal 1859 al 1860 collaborò alla rivista "Album pittorico letterario abruzzese", fondato a Chieti da Francesco Vicoli, ispirato al più celebre "Poliorama pittoresco" di Napol, disegnando le incisioni per gli articoli pubblicati. Inoltre Del Ponte realizzò delle illustrazioni anche per alcune raccolte poetiche dell'amico Vicoli. Alcune di queste illustrazioni furono rielaborate da Del Ponte per il progetto dei Trofei della Passione, che vennero realizzati sui propri bozzetti, e che ancora oggi figurano nella Processione del Venerdì Santo. 
Del Ponte fu chiamato anche a dipingere scenografie classicheggianti per palazzi privati, tra queste spiccano le pitture del salone grande del palazzo Lepri-Monaco La Valletta di Chieti. Morì povero nel 1872.

## Opere
- Affresco dell'Assunta nella volta della Chiesa di Santa Chiara a Chieti
- 7 "Trofei della Passione" ordinati dall'Arciconfraternita del Sacro Monte dei Morti nel 1855 per arricchire la Processione del Venerdì Santo di Chieti. I gruppi furono eseguiti sotto la sua stessa direzione con l'aiuto degli artigiani Luigi e Paolo Anzellotti. Essi (portati a spalla durante la Processione) rappresentano ancora oggi i punti più cruciali della sacra rappresentazione.
- Scenografie di opere teatrali e liriche. Tra esse: due scene teatrali dell'opera lirica “Ines De Castro” di Giuseppe Persiani di cui si conservano i bozzetti nel Museo d'Arte Costantino Barbella; la scenografia de “La Prigione di Edimburgo” (Melodramma semiserio in tre atti di Federico Ricci con poesia di Gaetano Rossi) rappresentato nel Real Teatro S. Ferdinando in Chieti nella Primavera del 1843; la scenografia di “Beatrice di Tenda” (Tragedia lirica di Vincenzo Bellini con libretto di Felice Romani)
- Tavola disegnata e incisa nel 1854 con la veduta di Chieti che si trova contenuta nella strenna natalizia per Ferdinando II di Napoli
- Album pittorico letterario abruzzese (edizione 1859-60), da lui curato sulla falsariga del Poliorama Pittoresco. La sua pubblicazione rappresenta una tappa fondamentale per la storia dell'iconografia regionale Abruzzese.
- Vari affreschi nelle sale di Palazzo Monaco La Valletta già Felici Humani in Chieti.